# Bettina Reimann

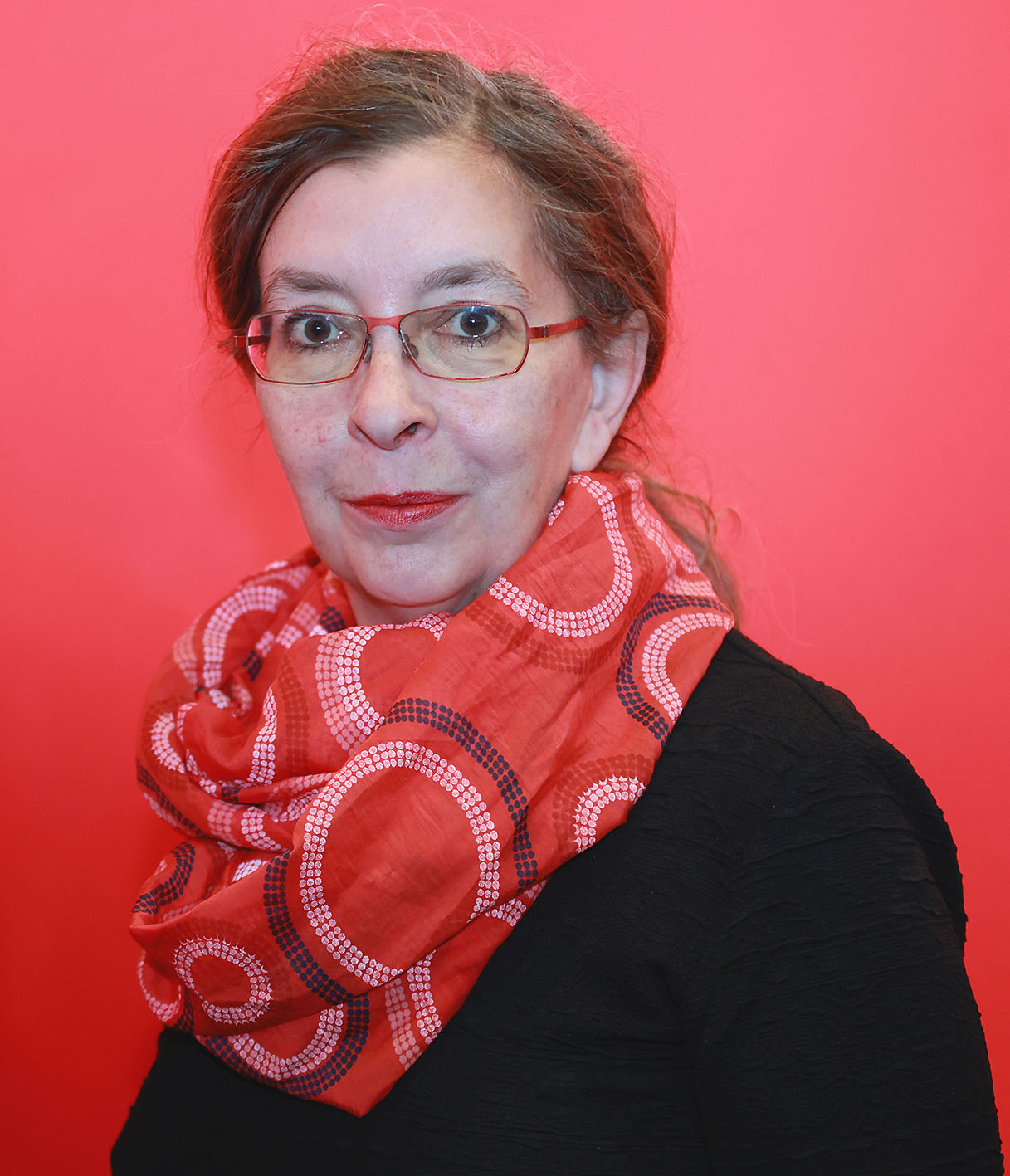
Bettina Reimann, Frankfurter Buchmesse 2022

Bettina Reimann (geboren am 13. Juni 1964 in Hannover) ist eine deutsche Journalistin und Regionalautorin.

## Leben und Werk
Bettina Reimann wuchs im Ortsteil Elze der Gemeinde Wedemark, in der Region Hannover auf, wo sie noch heute mit ihrem Partner lebt. Sie studierte an der Universität Hannover Wirtschaftswissenschaften. Ab 1989 arbeitete sie als Redakteurin für die Regionalzeitung Langenhagener Woche, von 1997 bis 2015 gab sie ein Magazin unter dem neuen Titel Stadtmagazin Langenhagen im eigenen Verlag selbst zweiwöchentlich heraus. Im Rahmen eines EU-Projektes initiierte sie im Jahr 2013 und 2014 Krimifestspiele in Langenhagen und im Jahr 2018 in unterschiedlichen Orten der Wedemark unter dem Titel KriminaLa. Eigenen Angaben zufolge übernahm sie die Autorschaft für die Kriminalhandlung der Festspiele, die Regie und die organisatorische Leitung. Seit 2016 arbeitete sie als Journalistin vornehmlich an der Erstellung regionaler Magazine für die Verlagsgesellschaft Madsack, darunter Typisch Langenhagen und Typisch Wedemark.
2000 erschien im hauseigenen Verlag Bettina Reimann ihr erstes Buch mit gesammelten Kolumnen aus der Langenhagener Woche unter dem Titel Mette makt sek Gedanken. 2022 veröffentlichte sie im Gmeiner-Verlag ihr Romandebüt, einen Kriminalroman um die Bloggerin Flora Kamphusen, die gemeinsam mit ihrem Großvater Carsten, einem Kriminalhauptkommissar im Ruhestand, zwischen Hannover und Heide im niedersächsischen Flachland ermittelt. In dem Buch griff Reimann die regionale Legende um den „Würger von Lichtenmoor“ auf. Schon 2023 erschien der zweite Band der Reihe unter dem Titel Spargel-Geheimnis im Allertal. Im März 2024 erschien Aller-Rache, der dritte Band der Krimireihe, der in Walsrode und Lindwedel spielt.
Bettina Reimann ist verheiratet. Sie war vier Jahre lang Gleichstellungsbeauftragte der Gemeinde Wedemark. Mitgliedschaften pflegt sie in den Autorenvereinigungen Mörderische Schwestern und Syndikat.

## Publikationen
- Mette makt sek Gedanken. Datt mott ek jük vertelln ... Gesammelte Geschichten Band 1. Verlag Bettina Reimann, Langenhagen 2000.
- Aller-Wolf. Gmeiner Verlag, Meßkirch 2022, ISBN 978-3-8392-0226-5.
- Spargel-Geheimnis im Allertal. Niedersachsen-Krimi. Gmeiner Verlag, Meßkirch 2023, ISBN 978-3-8392-0509-9.
- Aufgewachsen in den 70er und 80er Jahren in Hannover. Wartberg-Verlag, Gudensberg-Gleichen 2023, ISBN 978-3-8313-3543-5.
- Aller-Rache. Niedersachsen-Krimi. be!media Verlag, Wedemark 2024, ISBN 978-3-00-077915-2.